# Stephen Hales

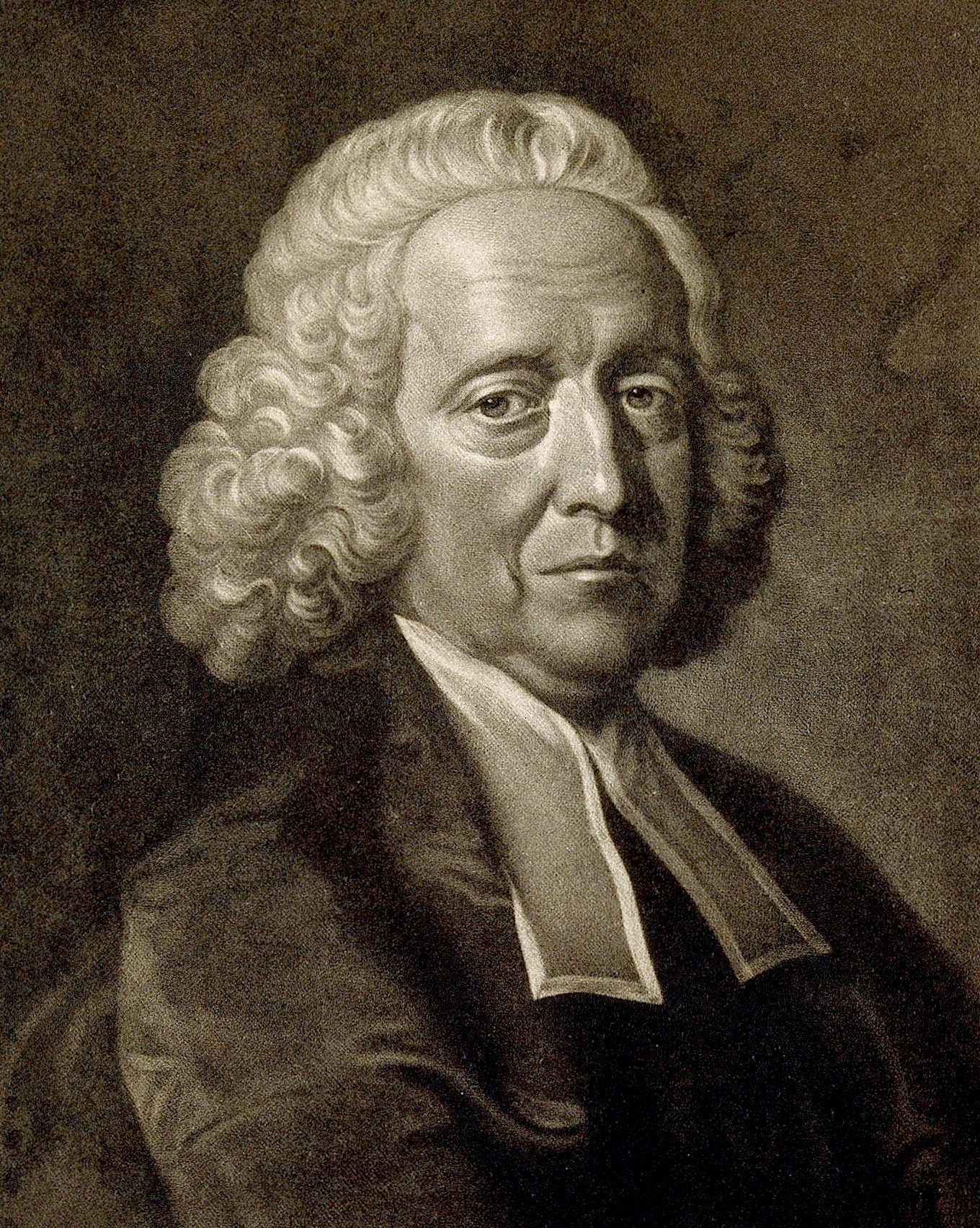
Stephen Hales

Stephen Hales (* 17. September 1677 in Bekesbourne/City of Canterbury in Kent; † 4. Januar 1761 in Teddington, Middlesex) war ein englischer Theologe, Pfarrer, Naturforscher, Physiologe und Erfinder.

## Familie
Hales wurde am 20. September 1677 getauft. Von insgesamt elf Kindern war er der sechste und jüngste Sohn, der aus der Ehe von Thomas Hales, dem ältesten Sohn von Sir Robert Hales (geadelt unter Charles II), und Mary, Tochter und Erbin von Richard Wood (Esquire), Abbotts Langley (Hertfordshire), hervorging. Ein jüngerer Zweig der Familie Hales of Woodchurch stammte von einem der angesehensten und ältesten Geschlechter Kents ab, das bis in das 11. Jahrhundert zurückverfolgt werden kann und eine Reihe außergewöhnlicher Persönlichkeiten hervorbrachte (etwa im 16. Jahrhundert: Kronanwalt, Vizekanzler, Barone).
Mit 43 Jahren heiratete er Mary Newce, die Tochter des Rektors von Much Hadham, doch bereits ein Jahr später starb seine Frau, vermutlich im Kindbett.
Stephen Hales starb nach kurzer Krankheit und wurde nach eigenem Wunsch am Fuße des neuen Kirchturms von Teddington begraben (ein Denkmal befindet sich auch in Westminster Abbey): „Ich begehre keine andere Belohnung, als die größte aller Belohnungen, die ich genieße: die Freude etwas für das Wohl der Menschheit getan zu haben.“ (Stephen Hales 1760)

## Ausbildung und Beruf
Über seine Kindheit ist wenig bekannt, außer dass er in Kensington und Orpington „ordentlich in Grammatik unterrichtet“ wurde. Nach dem frühen Tod des Vaters übernahm der Großvater, Sir Robert Hales, die Erziehung des Knaben und immatrikulierte ihn im Juni 1696 am Bene’t (St. Benedict) College (später Corpus Christi College) der Universität Cambridge für das Studium der Theologie mit dem Ziel einer Priesterschaft der Anglikanischen Kirche.  Nach Erlangung des ersten Studiengrades wurde Hales im Februar 1703 als Fellow des College aufgenommen, im gleichen Jahr beendete er das Studium (M.A.) und wurde zum Diakon geweiht.
Eine wichtige Rolle spielte in jener Zeit die naturwissenschaftliche Schule der Universität Cambridge, die vor allem durch den Physiker und Mathematiker Isaac Newton, der bis zum Ende des Jahrhunderts am Trinity College wirkte, wesentlich geprägt wurde. Ein weiterer Einfluss, der Hales dem naturwissenschaftlichen Gebiet zuführte, ging von William Stukeley aus, der 1703 als Student der Medizin am College zugelassen worden war. Ihm stand ein kleiner Raum zur Verfügung, wo er eine Vielzahl von Experimenten ausführen konnte (Physik, Chemie, Botanik, Anatomie u. a.). Hales freundete sich nicht nur mit dem wesentlich jüngeren Stukeley an, sondern begann sich bald auch für dessen Arbeiten zu interessieren. Gemeinsam hörten sie Vorlesungen des Astronomen Roger Cotes, erlebten die chemischen Experimente von John Francis Vigani (* um 1650; † 1712) im Laboratorium des Trinity College mit und streiften mit dem botanischen Katalog von John Ray im Gepäck durch die Umgebung von Cambridge.
Nach dem medizinischen Studienabschluss (B.M.) verließ Stukeley Cambridge 1709, um als Arzt in Lincolnshire zu arbeiten, ebenso Hales, der im August desselben Jahres das Theologiestudium abschloss (B.D.), die Priesterweihe empfing und zum Pfarrer der kleinen Gemeinde Teddington (Middlesex), unweit von London an der Themse gelegen, ernannt wurde. Hier blieb er bis zum Ende seines Lebens.
Die Einkünfte der Pfarrstelle in Teddington (damals 500 Einwohner) waren nicht sehr groß. Hales besaß jedoch als Spross einer angesehenen Familie genügend private Mittel für seinen Lebensunterhalt. Darüber hinaus erhielt er zusätzlich eine Pfründe in Porlock (Somersetshire), die er 1722 mit der Gemeinde Farringdon, in der Nähe von Winchester, vertauschte. Hier verbrachte er meist die Sommermonate. Seit 1719 lebte der Dichter Alexander Pope in der Nähe Teddingtons. Obwohl Pope Tierversuche verabscheute und sich öffentlich gegen Tierquälerei äußerte, schätzte er Hales sehr.

## Leistung
Von Untersuchungen zur Physiologie der Muskelbewegung ausgehend gelang Hales erstmals die tierexperimentelle Bestimmung des arteriellen und venösen Blutdrucks. Im Alleingang war er Mitbegründer der Pflanzenphysiologie, Erfinder und Wegbereiter der Präventivmedizin und gilt als einer der Begründer der modernen Physiologie.

### Seelsorge und soziale Arbeit
In der Gemeindearbeit bemühte sich Hales besonders um die öffentliche Moral (z. B. Bestrafung von Ehebruch), sorgte aber auch für die Vergrößerung des Kirchhofes (1734), ließ einen neuen Kirchturm bauen und verhalf der Gemeinde zu einer brauchbaren Wasserleitung (1754).
Hales spielte außerdem eine wichtige Rolle bei der Durchsetzung des staatlich kontrollierten Alkoholverkaufs (Gin Act 1736), seit 1733 hatte der unkontrollierte Alkoholkonsum in England zu furchtbarem sozialem Elend geführt.

### Kolonie Georgia
Seit 1732 gehörte Hales dem Gründungskomitee der amerikanischen Kolonie Georgia an. Die Idee der Kolonie beruhte zunächst auf philanthropischen Vorstellungen: Es ging darum, dem Pauperismus mit Emigration zu begegnen und dadurch die sozialen Verhältnisse Englands zu verbessern, andererseits bot sich die Gelegenheit das britische Empire auf Überseegebiete auszudehnen. Bis 1759 verwaltete dieses private Komitee von England aus die amerikanische Provinz, bevor sie dann in den Besitz der britischen Krone überging. Insgesamt standen aber machtpolitische und kommerzielle Interessen (Sklavenhandel u. a.) im Vordergrund. Der Botaniker John Ellis benannte einen Baum der Flora Georgias zur Erinnerung an Hales Halesia.

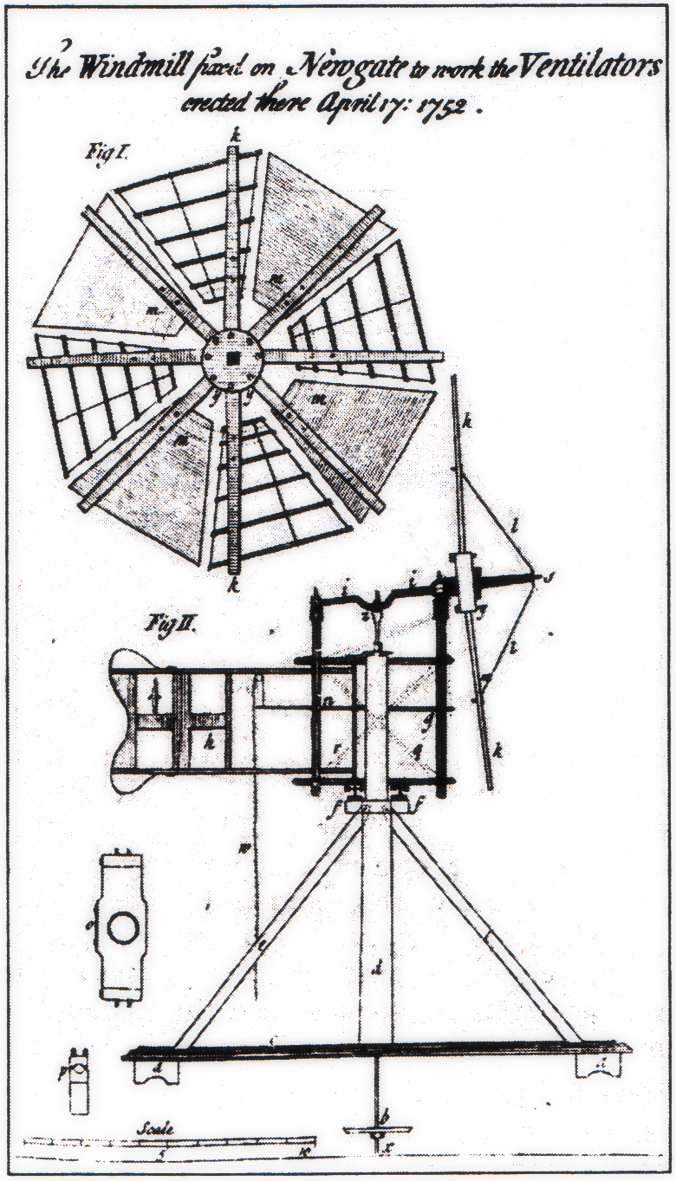
Hales’ Ventilationssystem im Gefängnis Newgate

Die Arbeit im Komitee brachte Hales auch mit Problemen der Seefahrt in Berührung: Er beschrieb Maßregeln für lange Seereisen (1739), konstruierte ein Ventilationssystem für Schiffe, das später auch für Krankenhäuser und Gefängnisse verwendet wurde (1743, 1758) und schlug eine Methode zur Destillation von Salzwasser vor (1756). Sein Ventilationssystem war auch eine praktische Anwendung, die aus der Grundlagenforschung zur Pflanzenatmung und den Rückatmungs-Selbstversuchen hervorging.

### Wissenschaft und Forschung
Hales und Stukeley führten Dissektionen an verschiedenen Tieren aus, fertigten anatomische Präparate an (z. B. Wachsabguss des Bronchialsystems), wiederholten chemische Experimente (nach korpuskulären, nicht humoralen Prinzipien) von Robert Boyle und konstruierten ein Modell des Sonnensystems nach Newtons Vorgaben (Orrery). Vermutlich schon zu dieser Zeit (1706) führte Hales erste Experimente zur Blutdruckmessung an Hunden durch. An der Universität hatte er physikalische Grundkenntnisse erworben, aber erst die Freundschaft und Arbeit mit Stukeley erweckte sein Interesse an der Biologie.
Hales war zunächst mit der Betreuung seiner Gemeinde beschäftigt, nahm aber bald seine tierexperimentellen Studien (Pferde, Hunde, Schaf, Reh) zur Blutdruckbestimmung wieder auf (1712–1714). Im März 1718 informierte Hales (auf Drängen von Stukeley) Newton als Präsidenten der Royal Society über seine neuen Experimente, das „Aufsteigen der Säfte in Bäumen durch die Wärme des Sonnenlichts“ betreffend. Im gleichen Jahr wurde Hales in die Royal Society aufgenommen (F.R.S.). Die Pflanzenphysiologie war nunmehr sein hauptsächliches Forschungsgebiet. Die Ergebnisse dieser Arbeit erschienen 1727 unter dem Titel Vegetable Staticks.
Viele seiner pflanzenphysiologischen Experimente waren von fundamentaler Bedeutung: Er beschäftigte sich mit quantitativen Studien zur Verdunstung, bestimmte den Wurzeldruck der aufsteigenden Säfte, widersprach der Kreislaufhypothese des Pflanzensafts, entdeckte die Fähigkeit der Pflanzen gasförmige Stoffe aufzunehmen und zu speichern und verfehlte knapp die Erkenntnis der Assimilationsfähigkeit. Er beschäftigte sich in zahlreichen Versuchen mit Gasen, welche in den verschiedenen Substanzen gebunden waren und die er durch erhitzen freisetzte (von Joseph Black als fixe Luft,fixed air bezeichnet), was ihn zur Untersuchung von Respirations- und Verbrennungsvorgängen im tierischen Organismus hinführte. 1733 folgte die Veröffentlichung einer Zusammenfassung seiner tierphysiologischen Studien (Haemastatics), darunter die erste invasive Blutdruckmessung, welche Hales bei einem Pferd durchführte.
Hales wiederholte nicht nur John Hunters Experimente zum Knochenwachstum (symphysäres Wachstum), sondern studierte auch das Pflanzenwachstum. Er beobachtete spinale Reflexe beim Frosch (lange vor Robert Whytt, 1757) und entdeckte wohl zufällig im Rahmen seiner Ventilations- bzw. Respirationsstudien das Kohlendioxid. Am Ende seines Lebens kehrte Hales noch einmal zur tierphysiologischen Versuchen zurück (Kiemenatmung).

### Erste direkte Blutdruckmessung

Titelblatt der Abhandlung über die Experimente zur Blutdruckmessung, Ausgabe 1740

„Im Dezember ließ ich eine lebende Stute auf den Rücken legen und festbinden. Sie war 14 Hand hoch, ca. 14 Jahre alt, hatte eine Fistel an der Seite und war weder besonders mager noch übermäßig vollblütig. Nachdem ich die linke Kruralarterie ca. 3 Zoll [75 mm] vom Bauch entfernt freigelegt und geöffnet hatte, führte ich ein Metallrohr in dieselbe ein, das ungefähr 1/6 Inch. [4,17 mm] Durchmesser hatte, an dem ich mit Hilfe eines genau passenden zweiten Metallrohrs ein Glasrohr von ungefähr demselben Durchmesser aber 9 Fuß [270 cm] Länge befestigte. Sobald ich die Ligatur in der Arterie löste, stieg das Blut im Glasrohr 8 Fuß 3 Inches [240,75 cm] hoch.“ (Stephen Hales 1733)
Etwa im Jahr 1709 begann Hales mit Experimenten zur Kreislaufphysiologie und zum Blutdruck bei Tieren. Diese jahrelangen Versuche führte er neben seiner Arbeit als Gemeindepfarrer von Teddington allein auf seinem Kirchhof aus. Erst wesentlich später (1733) erschien die schriftliche Zusammenfassung seiner Ergebnisse.
Der erste Versuch einer direkten arteriellen Blutdruckmessung wurde an einem Pferd ausgeführt. Hales ließ das Blut aus der Kruralarterie in ein ca. drei Meter hohes Glasrohr aufsteigen und bestimmte die Höhe der Blutsäule. Dann ließ er das Pferd etwas bluten, fing das Blut auf und wiederholte die Blutdruckmessung. Diesen Versuch wiederholte er 25-mal (bei stetig abnehmendem Blutdruck), bis das Pferd ausgeblutet war. Im zweiten Experiment führte er eine ähnliche arterielle Blutdruckmessung an einem Wallach durch. Im dritten Experiment (Pferd) bestimmte er zuerst den venösen Druck in der linken Jugularvene, dann den arteriellen Druck in der linken Karotis, das Volumen des linken Ventrikels durch Injektion von flüssigem Wachs, die Auswurfleistung des linken Ventrikels, die Geschwindigkeit des Blutes in der Aorta, das Ausmaß der arteriellen Dilatation bei jedem Herzschlag, die kardiale Blutmenge und den Durchmesser der Aorta. Auf diese Weise erkannte er, dass der Blutdruck in den großen Gefäßen von zwei Größen abhängig war: der Herzleistung und dem peripheren Widerstand. Bei dieser Gelegenheit vermutete er auch, dass die erhöhte diastolische Füllung vom Herzen mit einem vermehrten systolischen Blutauswurf beantwortet wird (siehe Frank-Starling-Mechanismus).
Die folgenden der insgesamt 25 Experimente zur vergleichenden Physiologie des Kreislaufs (Pferd, Ochse, Schaf, verschieden große Hunde) beschäftigten sich (meist nach obligater Messung des venösen und arteriellen Blutdrucks) mit der kardialen Auswurfleistung, der Blutgeschwindigkeit in verschiedenen Abschnitten des arteriellen Systems, mit Blutdruck und -geschwindigkeit in der Pulmonalarterie, dem Einfluss verschiedener Flüssigkeiten (z. B. Brandy) und Temperaturen auf den Gefäßstatus, mit tierischer Respiration und Digestion und anderem.
Um die schwierige Frage des kardialen Auswurfvolumens pro Minute und Ruhebedingungen beurteilen zu können, zählte er die Pulsrate des Tieres vor Beginn des Experiments, bestimmte invasiv den venösen und arteriellen Druck, ließ das Tier ausbluten und injizierte dann (mit vergleichbarem Druck über eine dritte Kanüle) geschmolzenes Wachs über die Pulmonalvene in den linken Ventrikel, das dann in der Glasröhre an der Karotis erschien. Nachdem das Wachs hart war, schnitt er den Abguss des linken Ventrikels aus und bestimmte Volumen und Oberfläche desselben: „So dass ein solchermaßen gebildetes Stück Wachs durchaus der Blutmenge, die dieser Ventrikel bei jeder Diastole empfängt angemessen ist, und die dann bei den nachfolgenden Systolen in die Aorta getrieben wird.“ (Hales 1733)

### Auszeichnungen und Verdienste
1733 wurde Hales zum Dr. theol. (Universität Oxford) promoviert.
1739 wurde er mit der Copley-Medaille der Royal Society ausgezeichnet, und zwar nicht für seine bahnbrechenden physiologischen Studien, sondern wegen eher unbedeutender Experimente zur Auflösung von Nieren- und Blasensteinen. 1753 wurde er zum auswärtigen Mitglied der Académie des sciences ernannt.
Hales war Mitbegründer der heutigen Society of Arts (Vizepräsident 1755) und ein guter Freund des Prince of Wales Friedrich Ludwig von Hannover.
Nach ihm benannt ist der Hales Peak, ein Berg auf der Brabant-Insel in der Antarktis.

## Schriften (Auswahl)

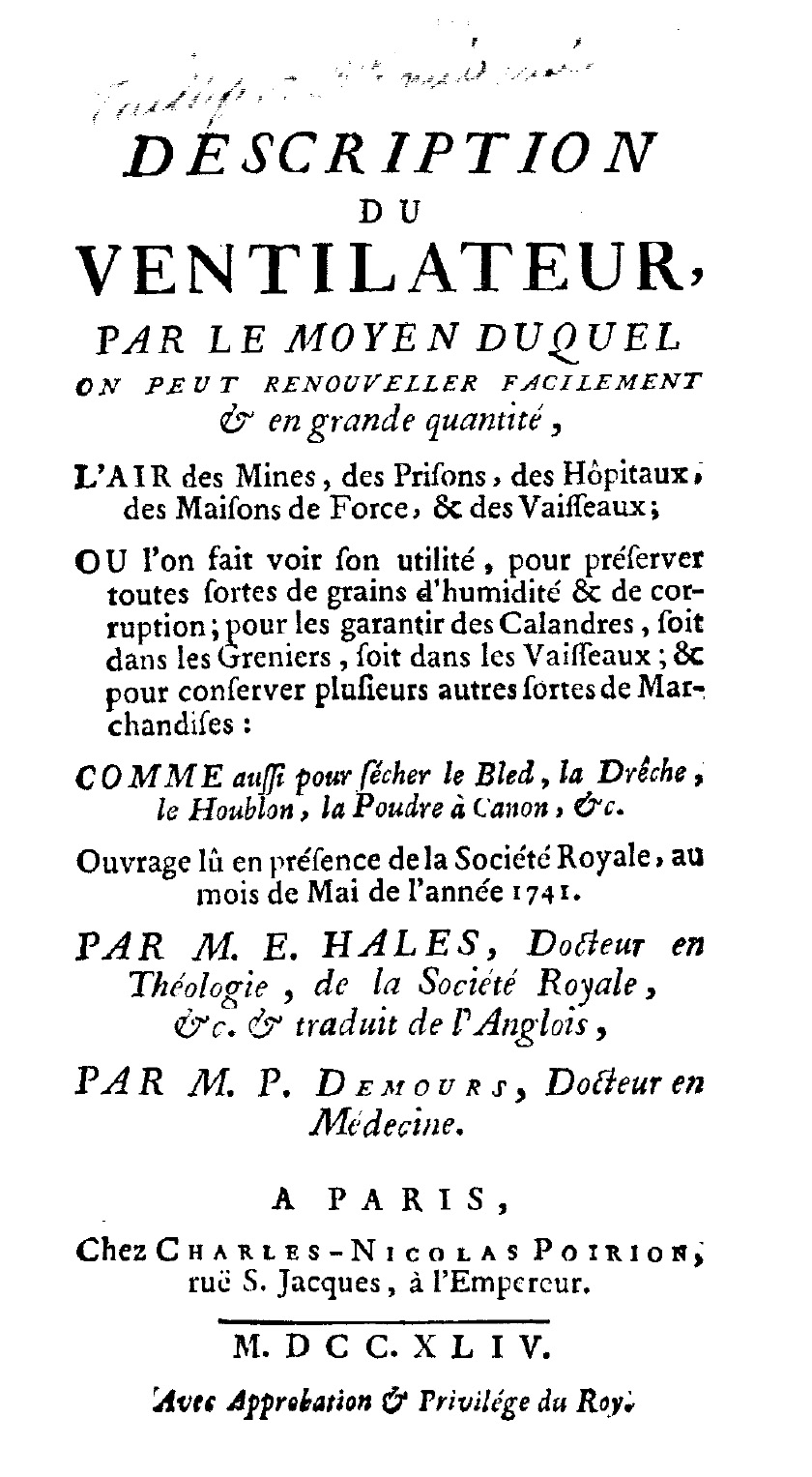
Description of ventilators, französische Übersetzung 1744

- Stephen Hales: Vegetable Staticks: Or: an Account of some Statical Experiments on the Sap in Vegetables: Being an Essay towards a Natural History of Vegetation. Also, a Specimen to Analyse the Air, By a great Variety of Chymico - Statical Experiments. Band 1. W. and J. Iurics, London 1727, OCLC 46819652 (Digitalisat).
- Statical Essays: Containing Haemastatics; Or, An Account of some Hydraulic and Hydrostatical Experiments Made on the Blood and Blood-Vessels of Animals. London 1733, OCLC 685182629
- Statical Essays: Containing Vegetable Staticks; Or, An Account of some Statical Experiments on the Sap in Vegetables. London 1738
- A Description of Ventilators. London 1743
- An Account of a Useful Discovery to Distill double the usual quantity of Sea-water, by Blowing Showers of Air up through the Distilling Liquor … and an Account of the Benefit of Ventilators. London 1756